# 颜子俊
颜子俊（1887年—1959年），原名福黎，字篆祜，福建永春人，中国企业家、政治人物，越南归国华侨，中华全国归国华侨联合会原副主席，第二届全国政协委员。